# دائرة ضواحي أغادير
دائرة ضواحي أغادير هي تقسيم إداري مغربي، حيث تقع في عمالة أكادير إدا وتنان، الموجودة بدورها في جهة سوس ماسة درعة. يقع مركز الدائرة في قيادة أمسكروض.
تتألف الدائرة من خمسة قيادات تضم إجمالا 12 جماعة قروية وشهدت من 1994 حتي 2004 (سنة من آخر تعداد)، زيادة في عدد السكان من 111.058 إلى 141.848 نسمة

## هوامش ومصادر
1. ↑  المملكة المغربية, المندوبية السامية للتخطيط. "الإحصاء العام للسكان و السكنى 2004" (PDF). ص. 66. مؤرشف من الأصل (pdf) في 2015-05-01. اطلع عليه بتاريخ 2012-04-20.

### المقالات المتعلقة
- عمالة أكادير إدا وتنان
- سوس ماسة درعة
- أڭادير